# سان-جورج-سور-رينو
سان-جورج-سور-رينو (بالفرنسية: Saint-Georges-sur-Renon)‏ هي بلدية فرنسية تقع في إقليم الآن. رمز إنسي لها هو:1356. أما الرمز البريدي لها فهو: 1400.